# S-65 Staliniec

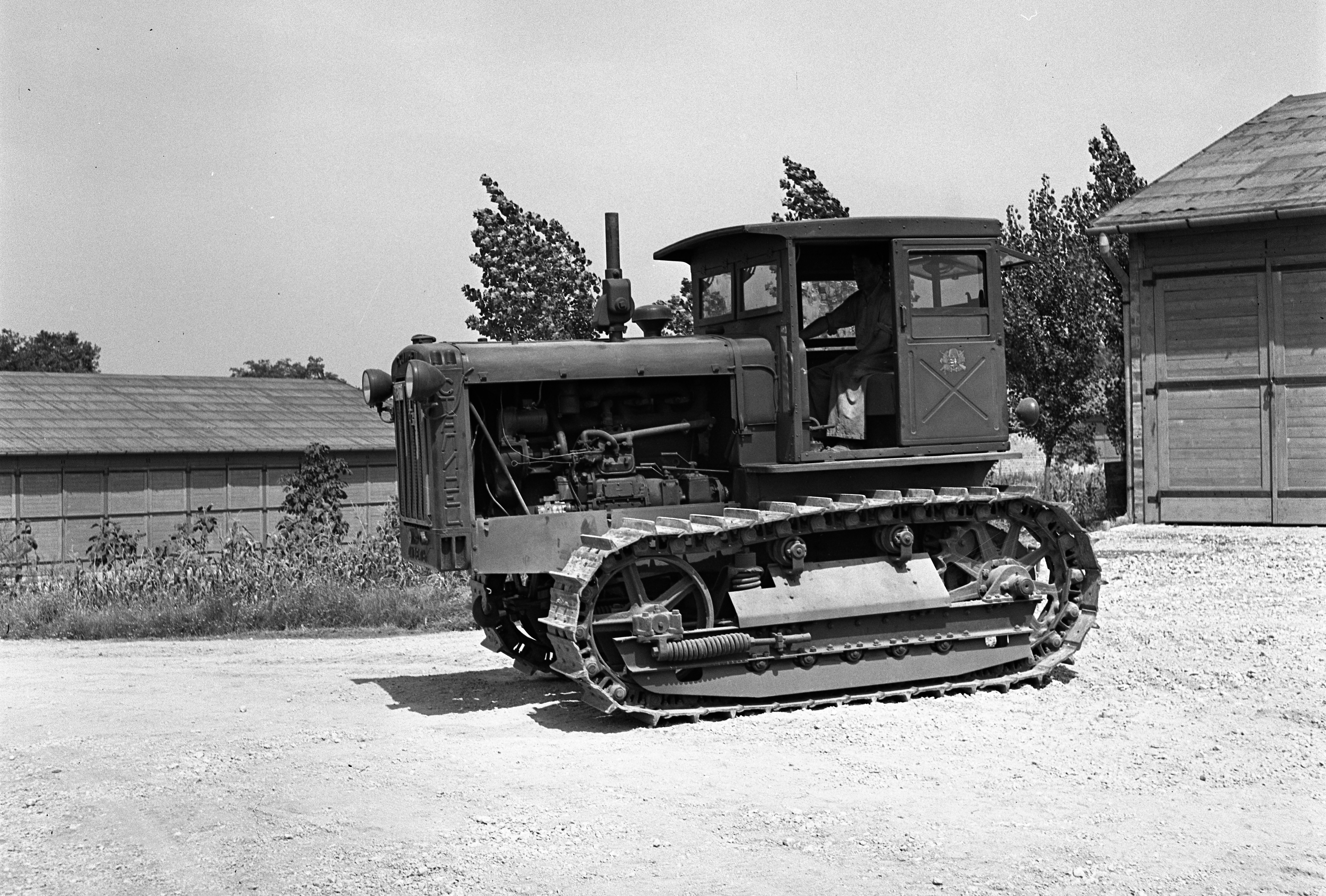
Ciągnik zdobyty przez wojska węgierskie

S-65 Staliniec (ros. С-65, Сталинец-65) – ciągnik gąsienicowy produkowany w latach 1937–1941 w ZSRR w zakładach CzTZ w Czelabińsku, używany jako rolniczy i artyleryjski podczas II wojny światowej. Był pierwszym radzieckim ciągnikiem napędzanym silnikiem wysokoprężnym.

## Historia
Ciągnik S-65 (Staliniec-65) stanowił bezpośrednie rozwinięcie ciągnika S-60 produkowanego w Czelabińskiej Fabryce Traktorów (CzTZ), będącego kopią amerykańskiego ciągnika Caterpillar Sixty. Główną zmianą było zastosowanie silnika wysokoprężnego zamiast gaźnikowego ligroinowego, co pozwoliło na zwiększenie ekonomiki pracy, dzięki znacznie mniejszemu zużyciu paliwa. Rozwijał też nieco większą moc 65 KM, od której pochodziło oznaczenie traktora. Celowość przestawienia gospodarki narodowej na ciągniki z silnikami wysokoprężnymi dostrzeżono już w 1930 roku, lecz dopiero latem 1934 roku przeprowadzono próby porównawcze 17 ciągników zagranicznych z różnych państw, pozwalające na zaznajomienie się z nowymi konstrukcjami. Próbowano również podjąć współpracę przy rozwijaniu silnika z firmą Caterpillar, jednak Amerykanie odmówili z uwagi na możliwą konkurencję. Ostatecznie silnik o oznaczeniu M-17 został skonstruowany w ZSRR, na podstawie prac prowadzonych od lutego 1935 roku w CzTZ i instytucie NATI, jako rozwinięcie wcześniejszego prototypowego silnika M-75.
Już 15 lipca 1935 roku zbudowano prototyp silnika, a 14 sierpnia prototyp traktora. Poza silnikiem, zmiany techniczne w stosunku do S-60 były niewielkie i obejmowały przeniesienie zbiornika paliwa za silnik, zmianę przełożenia przekładni głównej i wydłużenie gąsienicy o jedno ogniwo dla zwiększenia jej długości oporowej. Wizualną różnicą stało się natomiast pełne okapotowanie silnika (często zdejmowane z boków) oraz cztery pionowe żebra chroniące poszerzoną chłodnicę, zamiast dwóch w formie „X”. Ciągnik mógł być także wyposażony w zamkniętą kabinę kierowcy. W 1935 roku zbudowano 5 doświadczalnych ciągników. Planowano już w 1936 roku wyprodukować 1000 sztuk, lecz dopracowanie i próby silnika zajęły więcej czasu i trwały do listopada 1936 roku. W marcu 1937 roku zakończono produkcję S-60, a 20 czerwca 1937 roku rozpoczęto seryjną produkcję S-65. W maju tego roku przedseryjny ciągnik otrzymał nagrodę Grand Prix na wystawie „Sztuka i technika we współczesnym życiu” w Paryżu.
Ciągniki S-65 produkowano do 1941 roku, a następnie po ataku Niemiec na ZSRR zakłady CzTZ przeszły na produkcję bardziej potrzebnych czołgów. Ciągników wyprodukowano ogółem 37 626 sztuk. Powstało też 7365 ciągników SG-65 z napędem na gaz drzewny.

## Eksploatacja
S-65 był pierwszym produkowanym w ZSRR ciągnikiem z silnikiem wysokoprężnym. Używane były w charakterze ciągników rolniczych w wielkoobszarowych gospodarstwach ZSRR (kołchozy i sowchozy). Oprócz użycia w ZSRR, już w lutym 1938 roku wyeksportowano pierwsze 60 sztuk.

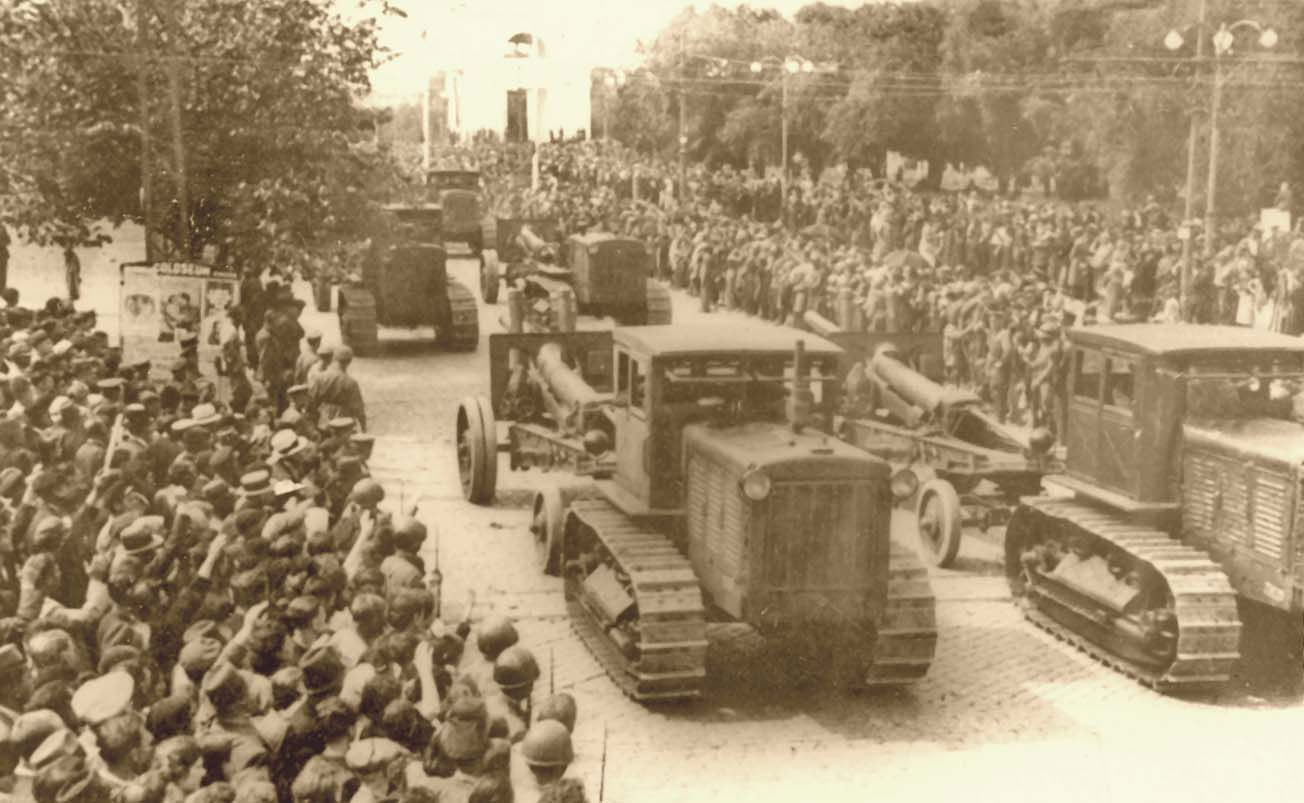
Ciągniki S-65 jako artyleryjskie w Armii Czerwonej (defilada w Kiszyniowie po aneksji Besarabii)

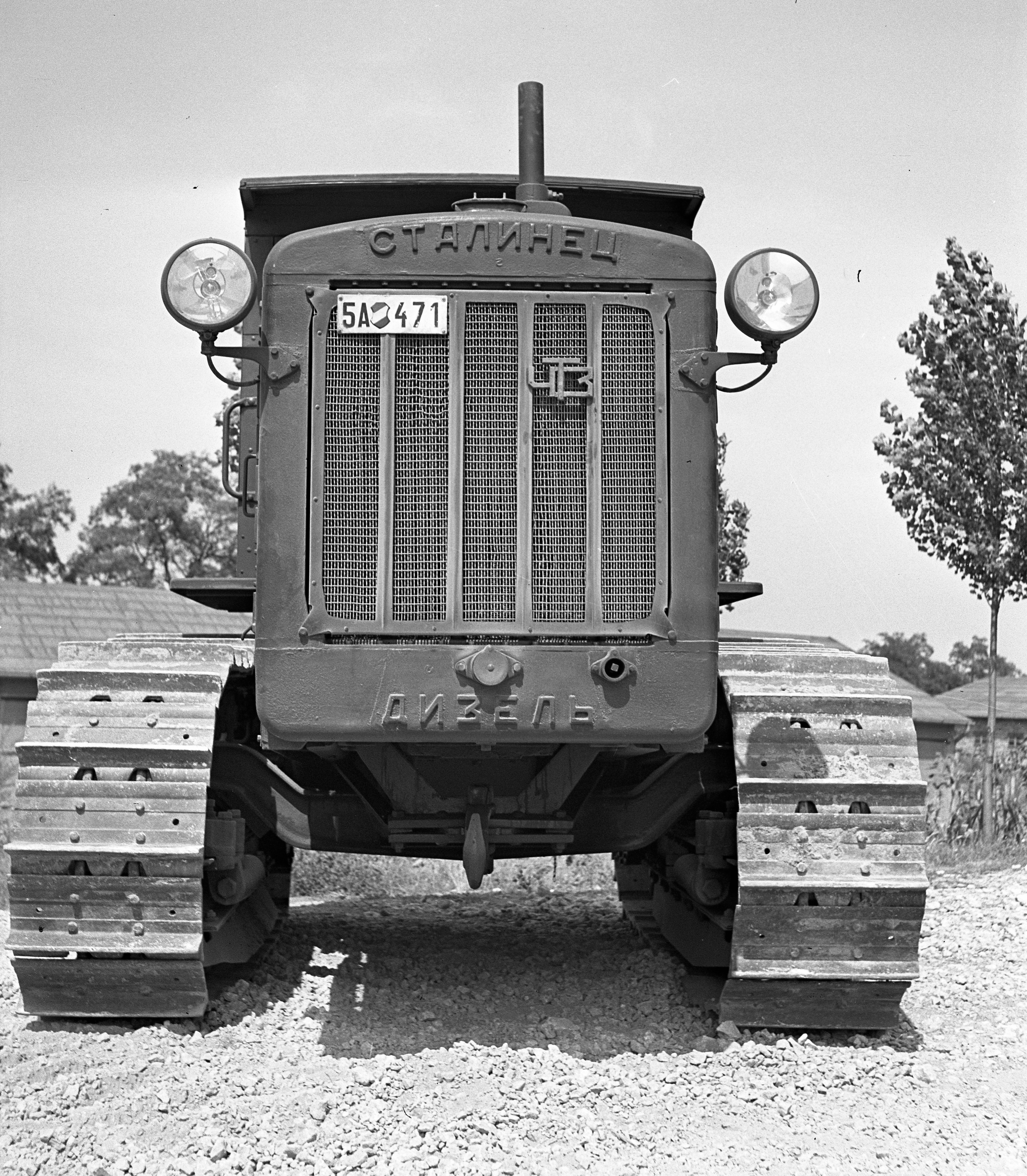
Ciągnik od przodu w służbie armii węgierskiej. Widoczna pod spodem poprzeczna uchylna belka przedniego zawieszenia, spoczywa za pośrednictwem sprężyn śrubowych na ramach gąsienic, a poprzez sworzeń główny i pomocnicze belki łączy się z ramą ciągnika.

Ciągniki Staliniec-65 używane były także bez żadnych modyfikacji w charakterze ciągników artyleryjskich w Armii Czerwonej, zwłaszcza po jej mobilizacji po ataku Niemiec na ZSRR. Jedynie w dużym przybliżeniu ich liczbę w tym zastosowaniu szacuje się na ok. 11 tysięcy. Z uwagi na swoją siłę pociągową, używane były zwłaszcza do holowania najcięższych dział, jak haubicoarmaty 152 mm MŁ-20. Mogły holować wszystkie systemy artyleryjskie, łącznie z najcięższymi haubicami 203 mm B-4.
Duża liczba ciągników została zdobyta przez Niemcy podczas wojny, zwłaszcza w 1941 roku. Zdobyte ciągniki były licznie używane przez wojsko niemieckie jako artyleryjskie i transportowe, głównie na tyłach. W niemieckiej nomenklaturze otrzymały oznaczenie Raupenschlepper (ciągnik gąsienicowy) St(r) Typ Stalinez-65. Mogły one ciągnąć po kilka przyczep lub ciężarówek, co było istotne na błotnistych drogach frontu wschodniego.

## Opis techniczny
Napęd stanowił czterocylindrowy czterosuwowy silnik wysokoprężny z wtryskiem pośrednim M-17, z komorą wstępną. Silnik miał pojemność skokową 13,5 l, średnicę cylindra 145 mm, skok tłoka 205 mm i stopień sprężania 15,5. Moc wynosiła 65 KM, a maksymalnie 75 KM. Silnik rozwijał 850 obr./min. Zużycie oleju napędowego wynosiło do 230 g na koń mechaniczny na godzinę pracy, w porównaniu z 320 g ligroiny w ciągniku S-60. Silnik uruchamiany był przy pomocy silnika startowego W-20 o mocy 20 KM, uruchamianego korbą lub rozrusznikiem. Silnik miał wspólny odlewany żeliwny blok z silnikiem startowym i pompą paliwa. Skrzynia biegów miała trzy biegi do przodu i jeden do tyłu. Skręty były wykonywane za pomocą sprzęgieł poślizgowych po każdej ze stron, rozłączanych poprzez ciągnięcie dźwigni w kabinie.
Konstrukcja ciągnika była oparta na ramie, do której w tylnej części była przymocowana skrzynia biegów, znajdująca się pod nogami kierowcy. Z przodu na ramie spoczywał silnik. Układ jezdny tworzyła rama po każdej ze stron ciągnika. Ciężar ciągnika był przenoszony na ramy poprzez wahliwie zawieszenie z tyłu na osi kół napędowych, a z przodu poprzez resorowanie sprężynami śrubowymi na poprzeczną wahliwą belkę, a z niej na ramę korpusu ciągnika. Na ramie układu jezdnego zamocowane było pięć podwójnych kół jezdnych, koło napinające z przodu i dwa podwójne koła podtrzymujące górną część gąsienicy. Uzębione koło napędowe z tyłu przenosiło napęd na gąsienicę. Gąsienice miały po 34 ogniwa o szerokości 500 mm. Ciągnik rozwijał prędkość od 3,6 (na I biegu) do 6,97 km/h (na III biegu).
Ciągnik był wyposażony w dwa reflektory z przodu po bokach maski oraz dwa reflektory z tyłu; instalacja elektryczna miała napięcie 6 V.
Na osłonie chłodnicy ciągnik miał z przodu u góry wypukły napis cyrylicą: STALINIEC (СТАЛИНЕЦ), takie same napisy, tylko pionowe, były po bokach obudowy. Pod chłodnicą z przodu był natomiast wypukły napis cyrylicą: DIZEL (ДИЗЕЛЬ).